# Tauchen (Zeitschrift)
Die Zeitschrift Tauchen – Europas große Tauchzeitschrift (Eigenschreibung TAUCHEN) ist eine monatlich erscheinende Fachzeitschrift fürs Sporttauchen aus dem Jahr Top Special Verlag in Hamburg.
Das Magazin Tauchen erscheint seit 1978. Die verkaufte Auflage sank zwischen 1998 und 2020 von 60.327 auf 15.107 Exemplare (IVW). Seit 2018 wird ein Teil der Exemplare als E-Paper verkauft (981 Exemplare im Quartal 1/2020). Mit jeder Ausgabe erreichte Tauchen im Jahr 2014 etwa 340.000 Leser (AWA 2014, 6er-Frequenz).

## Themen
Die Titelgeschichten und Schwerpunktthemen von Tauchen haben ein breites Spektrum, wobei Reise-, Technik-, Praxis- und Servicethemen im Mittelpunkt stehen. Tauchen wendet sich gleichermaßen an Einsteiger und anspruchsvolle Taucher.
Zu den festen Rubriken gehören:
- Szene (aktuelle Meldungen, Interviews und Events)
- Reise (Vorstellung nationaler und internationaler Tauchreiseziele und Tauchgebiete)
- Reportage (u. a. Hintergrundberichte, Wrackreports)
- Natur & Wissenschaft  (Berichte aus dem Bereich der Meeresbiologie und der Tauchmedizin)
- Multimedia (Unterwasserfotografie und -video, Produktvorstellungen, praxisorientierte Themen sowie Internet)
- Technik  (Produkttests und -vorstellungen, aktuelle Marktmeldungen)
- Service  (Praxis- und Servicethemen, Tauchausbildung)

## Geschichte
Ab Ende 1953 wurde vom Tauchsportverband Barakuda (heute IAC) die erste deutsche Tauchsportzeitschrift Delphin im eigenen Barakuda-Verlag herausgegeben; die Redaktion übernahm Kurt von Eckenbrecher, Olympiasieger im Schwimmen. Die Zeitschrift rief die verschiedenen Tauchclubs im September 1954 zur Gründung eines Bundesverbandes für den Tauchsport auf. Am 17. Oktober 1954 entstand daraufhin in Düsseldorf der Verband Deutscher Sporttaucher (VDST); die Zeitschrift Delphin wurde zum damaligen Verbandsorgan. Mit einer Auflage von 20.000 Stück im Jahr wurde die Zeitschrift zunächst an den Schmidt-Römhild-Verlag und kurz darauf an den Jahr-Verlag (ab 2000 Jahr Top Special Verlag) übergeben; sie wird seit 1978 im Jahr Top Special Verlag als Tauchen weitergeführt.
In der Zeitschrift Tauchen gingen die Publikationen submarin (Heering, 1973–1982) und unterwasser (atlas Spezial GmbH, 1995–2020) auf.